# 恩通比
恩通比（英語：Ntombi of Swaziland，1950年7月18日—）为斯威士兰国王索布扎二世之妻，现任斯威士兰国王姆斯瓦蒂三世之母，生于1950年，于1983年至1986年任斯威士兰摄政王。